# Dúdar
Dúdar és un municipi andalús situat en la vora oriental de la Vega de Granada (província de Granada). Limita amb els municipis de Beas de Granada, Quéntar, Güéjar Sierra, Pinos Genil i Granada. El riu Aguas Blancas discorre pel seu terme municipal.